# Drumming Song
Drumming Song – czwarty singel brytyjskiej grupy Florence and the Machine z jej pierwszego albumu studyjnego Lungs. W Wielkiej Brytanii został wydany przez wytwórnię Island Records 13 września 2009 roku. Tydzień po wydaniu na liście UK Singles Chart zajął 54. miejsce. Na stronie B singla znajduje się demo utworu „Falling” – piosenki, która pojawiła się na „płucach” w wersji deluxe. Mimo iż utwór nie odniósł komercyjnego sukcesu jest ulubionym utworem fanów wykonywanym na żywo. 
Singel zdobył nominację dla „Najlepszego Teledysku” (wraz z Lady Gagą i Miką) w plebiscycie Q Awards.